# Christopher (Illinois)
Christopher je grad u američkoj saveznoj državi Ilinois. Prema popisu stanovništva iz 2010. u njemu je živjelo 2.382 stanovnika.